# Jürgen Tschan
Jürgen Tschan, né le 17 février 1947 à Mannheim, est un coureur cycliste allemand. Professionnel de 1969 à 1977, il a notamment remporté Paris-Tours en 1970 et a été champion d'Allemagne sur route en 1971.

## Palmarès sur route

### Palmarès amateur
- 1966
  - 2e du championnat d'Allemagne sur route amateurs
- 1968
  - 2e du Grand Prix de Belgique
- 1969
  - Tour de Cologne amateurs
  - 2e du championnat d'Allemagne sur route amateurs

### Palmarès professionnel
- 1970
  - Paris-Tours
- 1971
  -  Champion d'Allemagne sur route
  - 3e du Grand Prix d'Aix-en-Provence
  - 3e des Quatre Jours de Dunkerque
  - 7e du Rund um den Henninger Turm
- 1972
  - Prologue du Tour de Romandie (contre-la-montre par équipes)
  - 2e du Grand Prix d'Aix-en-Provence
  - 3e du Grand Prix de Saint-Tropez
  - 3e du Tour des Quatre Cantons
  - 3e du Tour du Nord-Ouest de la Suisse
- 1973
  - 2e du Grand Prix de Francfort
  - 3e du Tour d'Indre-et-Loire
  - 6e de Bordeaux-Paris
- 1976
  - 2e du championnat d'Allemagne sur route
- 1977
  - 3e du championnat d'Allemagne sur route

## Palmarès en six jours
- 1970 : Berlin (avec Wolfgang Schulze, Sigi Renz et Klaus Bugdahl), Franfort (avec Sigi Renz)
- 1972 : Francfort (avec Leo Duyndam)
- 1974 : Münster (avec Wolfgang Schulze)
- 1977 : Dortmund, Francfort (avec Dietrich Thurau)

## Résultats sur les grands tours

### Tour de France
2 participations
- 1972 : 45e
- 1973 : 37e

### Tour d'Espagne
1 participation 
- 1974 : non-partant (8ea étape)